# Sarah Eckhardt
Sarah Eckhardt (nascida em 1964) é uma advogada e política norte-americana do estado do Texas. Ela atua como senadora estadual no Senado do Texas [en] e foi anteriormente juíza de condado [en] do Condado de Travis, Texas.

## Infância e formação
Sarah Eckhardt é filha de Bob Eckhardt [en], um político democrata que representou a região de Houston no Congresso dos Estados Unidos entre 1967 e 1981. Ela estudou na Escola Secundária para Artes Cênicas e Visuais de Houston [en]. Durante a juventude, participou do filme Student Bodies [en] em 1981. Eckhardt obteve um Bacharelado em Belas Artes [en] (Teatro) pela Universidade de Nova York em 1986 e integrou a Atlantic Theater Company [en].

## Carreira política e administrativa
Ao retornar ao Texas, Eckhardt trabalhou na campanha governamental de Ann Richards em 1990 [en]. Foi delegada na Convenção Nacional Democrata de 1992 [en]. Em 1993, tornou-se assistente jurídica e, a partir de 1994, estudou na Universidade do Texas em Austin, onde obteve um Mestrado em Assuntos Públicos [en] e um  Juris Doctor. Entre 1998 e 2005, atuou como assistente de promotoria [en] no Condado de Travis, Texas. Em 2006, Eckhardt foi eleita para representar o Recinto 2 na Corte de Comissários do Condado de Travis e reeleita em 2010. Em 2013, renunciou ao cargo para se candidatar a juíza do condado [en], sucedendo Sam T. Biscoe, que se aposentava. Em março de 2014, venceu Andy Brown nas primárias democratas e, no outono do mesmo ano, foi eleita juíza do condado, tornando-se a primeira mulher a ocupar o cargo no Condado de Travis. Em 2018, foi reeleita para um segundo mandato.
Em 2020, após o anúncio da renúncia de Kirk Watson [en] ao Senado do Texas [en], Eckhardt decidiu concorrer à vaga em uma eleição especial. Para isso, renunciou ao cargo de juíza do condado, conforme exigido pela Constituição do Texas [en]. Na eleição, obteve 49,7% dos votos, ficando a poucos pontos percentuais de evitar uma segunda rodada. Eddie Rodriguez [en], que terminou em segundo com 34%, optou por não disputar o segundo turno, garantindo a vitória de Eckhardt. Sam T. Biscoe atuou como juíz interino até a posse de Andy Brown [en], eleito em novembro de 2020 para suceder Eckhardt.
Em 4 de dezembro de 2020, Eckhardt foi sancionada pela Comissão de Conduta Judicial do Estado do Texas (CJC) por comentários feitos em duas ocasiões: em 24 de janeiro de 2017, durante uma reunião da Corte de Comissários do Condado de Travis, quando usou um gorro rosa com orelhas de gato, conhecido como “pussy hat”, considerado potencialmente indigno, ofensivo e inadequado; e em 27 de setembro de 2019, no Texas Tribune Festival, onde fez um comentário público sobre o Governador Abbott, dizendo que ele “odeia árvores porque uma caiu sobre ele”, uma observação considerada ofensiva e depreciativa em relação ao governador e a pessoas com deficiências físicas. Eckhardt pediu desculpas pelo comentário no dia seguinte e, posteriormente, foi absolvida por um tribunal especial de revisão, que considerou que a CJC “extrapolou ao repreendê-la”.

## Vida pessoal
Sarah Eckhardt casou-se com o advogado Kurt Sauer em 1998. O casal teve dois filhos e se divorciou em 2016.